# Forbach (Baden)
Forbach es un municipio alemán en el estado federado de Baden-Wurtemberg. Barrios son Bermersbach, Erbersbronn, Gausbach, Herrenwies, Hundsbach, Kirschbaumwasen, Langenbrand, Raumünzach y Schwarzenbach. Está ubicado en el valle del río Murg en la Selva Negra Septentrional. Con un territorio municipal de 13.182 ha es el municipio más grande del distrito de  Rastatt. El noventa por ciento del territorio está cubierto por bosques.

## Puntos de interés
- El puente cubierto de madera sobre el río Murg, el mayor puente de este tipo en Europa, existe el en su forma actual desde 1778[3]